# Buczek (Białogard)
Buczek (deutsch Butzke) ist ein Dorf in der Woiwodschaft Westpommern in Polen. Es gehört zur Gmina Białogard (Gemeinde Belgard) im Powiat Białogardzki (Belgarder Kreis).

## Geographische Lage
Buczek liegt 14 Kilometer nordöstlich von Białogard an einer Nebenstraße, die von der Kreisstadt zur Woiwodschaftsstraße Nr. 167 Koszalin (Köslin) – Tychowo (Groß Tychow) – Ogartowo führt. Im Osten verläuft die Ortsgrenze entlang der Radew (Radüe) und der Chotla (Kautel), die hier in die Radew mündet. Die nächstgelegene Bahnstation ist Białogard.

## Geschichte

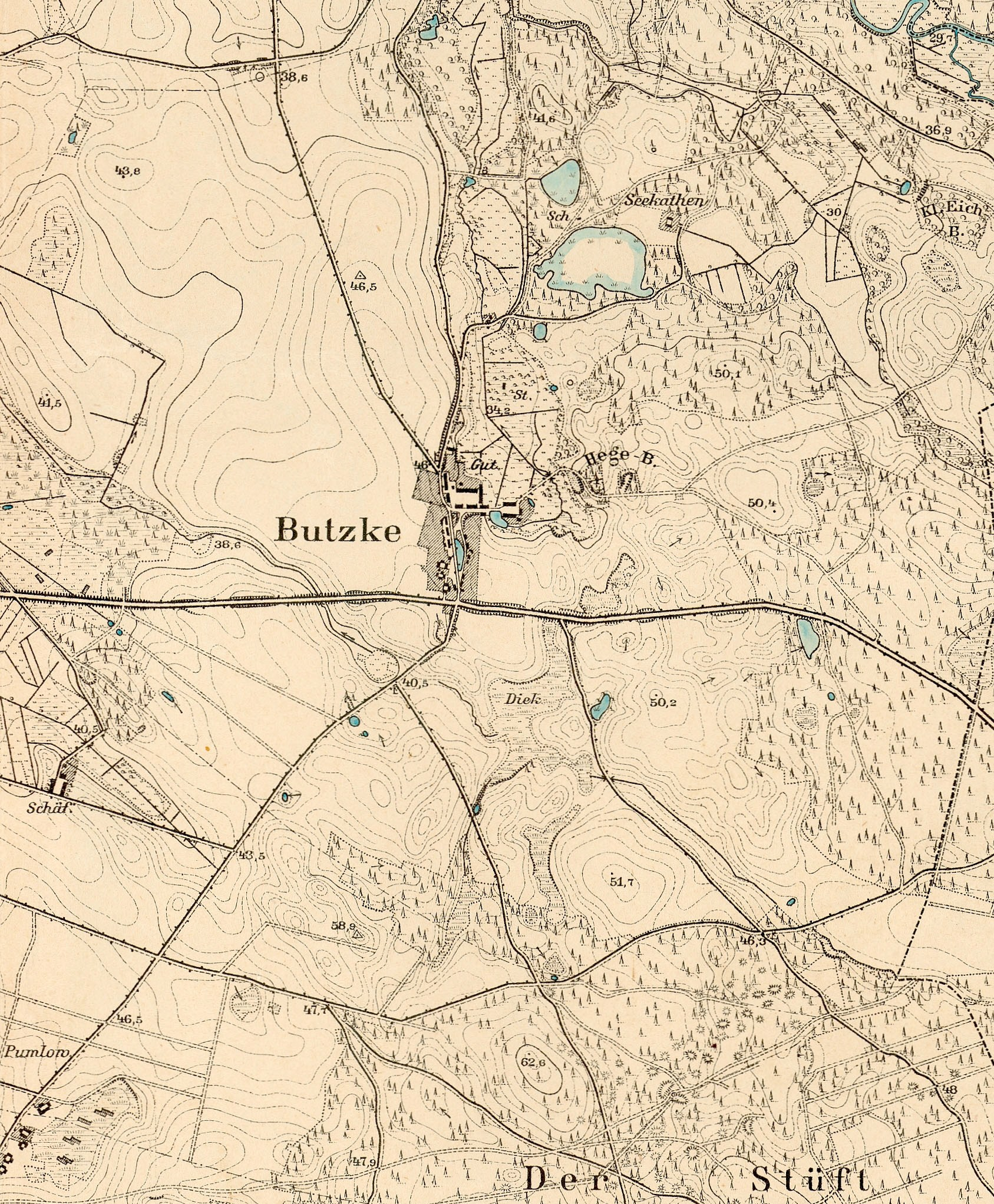
Butzke und Umgebung in 1891

Vorgeschichtliche Funde wurden im Butzker Moor in der Nähe des Ortes gemacht. Der Platz wird als das Heiligtum einer Siedlungskammer interpretiert, an dem über lange Zeit Opfergaben im Moor versenkt worden sind.
Butzke mit seinen Vorwerken Gusenkaten und Seekaten war ein Ritterguts- und Bauerndorf. Der Name weist auf ein ritterliches Geschlecht namens Buetzken in Buzeke oder Buczeke hin. Erst Ende des 15. Jahrhunderts wird das Dorf zum ersten Male urkundlich erwähnt. 1843 erwarb Karl Krüger das Gut, der es bereits 1856 an Ferdinand Lobeck verkaufte, bei dessen Familie es bis 1945 blieb.
Im Jahre 1939 lebten in dem 1156 Hektar großen Butzke 311 Einwohner in 75 Haushaltungen. Das Dorf gehörte damals zum Amts- und Standesamtsbezirk Bulgrin (heute polnisch: Białogórzyno) im Amtsgerichtsbereich Belgard. Letzter Bürgermeister war Willi Teske, letzter Amtsvorsteher Wilhelm Lobeck und letzter Standesbeamter Albert Wendt.
Am 3. März 1945 besetzte die Rote Armee das Dorf, das infolge des Krieges zu Polen kam. Die einheimische Bevölkerung wurde vertrieben. Heute ist Buczek ein Ortsteil der Landgemeinde Białogard.

## Kirche
Butzke gehörte bis 1945 zum Kirchspiel Bulgrin (Białogórzyno), das 1940 insgesamt 1762 Gemeindeglieder zählte. Es war in den Kirchenkreis Belgard integriert, der zur Kirchenprovinz Pommern in der evangelischen Kirche der Altpreußischen Union gehörte.
Heute gehört Buczek zur Parafia Koszalin (Köslin) der polnischen Evangelischen Kirche Augsburgischer (lutherischer) Konfession.